# Temporadas de tifones del Pacífico en la década de 1850
Este artículo abarca las temporadas de tifones en el Pacífico de la década de 1850. La lista está muy incompleta; La información sobre las primeras temporadas de tifones es irregular y se basa en gran medida en observaciones individuales de viajeros y barcos. No había registros completos mantenidos por una organización central en este momento temprano.

## Sistemas

### 1850
Un tifón azotó la bahía de Manila en Filipinas en mayo. Alrededor de 1850, un tifón mató a unas 50 personas en el atolón Rongelap en las Islas Marshall.

### 1851
Un tifón azotó a Passi en Filipinas en diciembre.

### 1852
Tifón registrado en Miyako en las Islas Ryūkyū. Miyako también fue golpeada por una marejada ciclónica. 3.000 personas murieron en la subsiguiente hambruna y enfermedad.
También se informó de un tifón cerca de Vietnam.

### 1853
El 17 de julio, los barcos cerca de Okinawa informaron una caída de la presión y un aumento de los vientos, una señal de que se acercaba una tormenta. Durante los días siguientes, el oleaje se hizo más fuerte a medida que la tormenta avanzaba hacia el noreste de China. El 22 de julio, el barómetro a bordo del USS Supply disminuyó a 28,74 inHg (973 mbar) y los vientos aumentaron a fuerza-10. Los vientos partieron el foque interior y la vela de proa de la goleta británica Eament. La tormenta se detuvo frente a la costa este de China, y cuando el Eament encontró el ojo, informó una presión barométrica de 28,14 inHg (953 mbar). Volviendo al este, la tormenta se movió a través de las Islas Ryūkyū. Las observaciones realizadas desde barcos sugieren una tormenta tropical (o tifón) espacialmente enorme y de movimiento lento en el Mar de la China Oriental, y se continuaron reportando vientos de fuerza 6 hasta el 31 de julio.
En septiembre de 1853, un tifón azotó Guam.

### 1854
Se registraron tifones en Okinawa en 1854.

### 1855
Un tifón azotó Guam en septiembre.

### 1856-57
No se tienen registros de tifones.

### 1858
En 1858 hubo dos ciclones tropicales en el Pacífico occidental, uno de los cuales fue un tifón.

### 1859
No se tienen registros de tifones.

## Efectos estacionales
| Nombre                  | Duración               | Categoría       | Zonas afectadas                                 | Fallecidos                        |
| ----------------------- | ---------------------- | --------------- | ----------------------------------------------- | --------------------------------- |
| Desconocido             | mayo de 1850           | Tifón           | Bahía de Manila, Filipinas                      |                                   |
| Desconocido             | 1850                   | Tifón           | Islas Marshall                                  | 50                                |
| Desconocido             | diciembre de 1851      | Tifón           | Passi, Filipinas                                |                                   |
| Desconocido             | 1852                   | Tifón           | Miyako, Islas Ryūkyū                            | 3.000 (por hambruna y enfermedad) |
| Desconocido             | 1852                   | Tifón           | Costas de Vietnam                               |                                   |
| Desconocido             | 17-31 de julio de 1853 | Tifón           | Okinawa, Mar de la China Oriental               |                                   |
| Desconocido             | 1853                   | Tifón           | Guam                                            |                                   |
| Desconocido             | 1854                   | Tifón           | Okinawa                                         |                                   |
| Desconocido             | 1855                   | Tifón           | Guam                                            |                                   |
| Desconocido             | 1858                   | Ciclón tropical |                                                 |                                   |
| Desconocido             | 1858                   | Tifón           |                                                 |                                   |
| Agregados de temporadas |                        |                 |                                                 |                                   |
| 11                      | mayo de 1850-1858      |                 | Filipinas, Islas Marshall, Japón, Vietnam, Guam | <3.050                            |